# Oeringer Straße 10 (Quedlinburg)

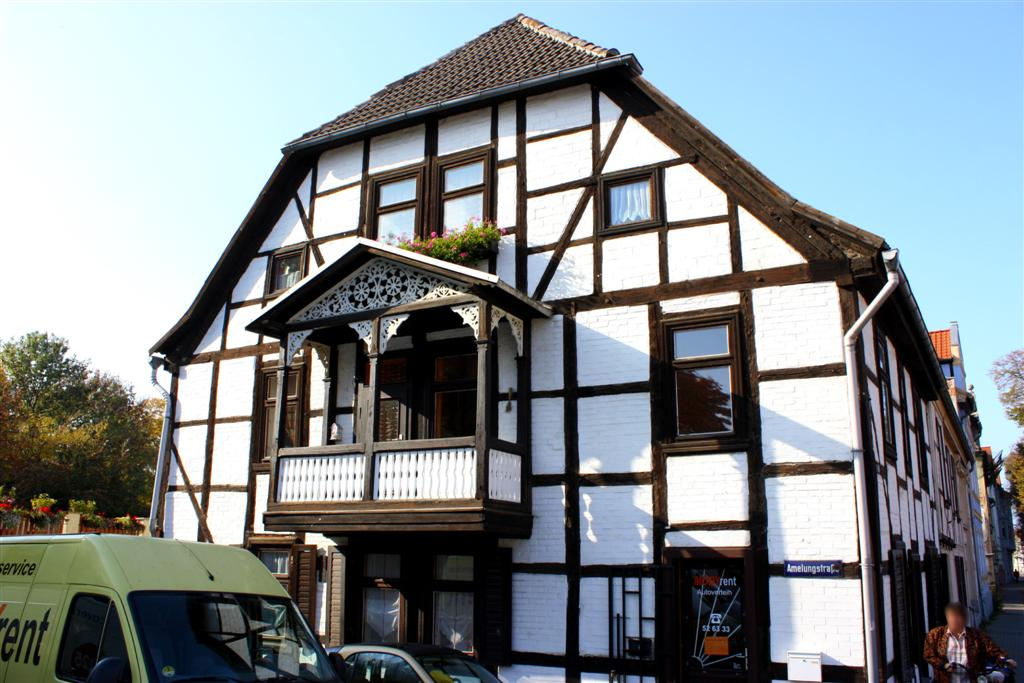
Haus Oeringer Straße 10

Das Haus Oeringer Straße 10 ist ein denkmalgeschütztes Gebäude in der Stadt Quedlinburg in Sachsen-Anhalt.

## Lage
Es befindet sich östlich der historischen Quedlinburger Neustadt gegenüber der Anlage des ebenfalls denkmalgeschützten Ratsguts. Östlich des Hauses fließt die Bode, über die hier die Viehbrücke führt.

## Architektur und Geschichte
Das zweigeschossige in Ständerbauweise errichtete Fachwerkhaus gehörte zu einer bereits im 18. Jahrhundert bestehenden Bebauung vor der Stadt Quedlinburg und stellt als östliches Ende eines Häuserzuges dessen Kopfbau dar. Es wurde ursprünglich als Wirtschaftsgebäude genutzt und ist durch ein hohes Krüppelwalmdach geprägt. Im 19. Jahrhundert erfolgte der Umbau zum Wohnhaus. Am östlichen Giebel befindet sich im oberen Stockwerk ein mit vielen Laubsägearbeiten geschmückter Balkon.